# 6831-es mellékút (Magyarország)
A 6831-es mellékút egy bő  húsz kilométer hosszú, négy számjegyű országos közút Zala vármegye keleti részén. Zalakomárt köti össze Sármellékkel, ezen felül az egyik legfontosabb útvonal a Kis-Balaton környéki látnivalók eléréséhez.

## Nyomvonala
A 6805-ös útból ágazik ki, annak 27+250-es kilométerszelvényénél, Zalakomár belterületén. Észak-északkelet felé indul, majd 150 méter után kiágazik belőle a 68 351-es út Zalakomár vasútállomásra; a folytatása pedig észak-északnyugati irányban húzódik, Tavasz utca néven. 1,1 kilométer után keresztezi a 7-es főutat, amely itt a 190+300-as kilométerszelvénye előtt jár.
Következő szakaszán a Kossuth Lajos utca nevet viseli, egy rövid szakaszon nyugatnak kanyarodik, majd 2,3 kilométer északnak fordul, Petőfi Sándor utca néven. 2,4 kilométer után kiágazik belőle nyugat felé az egészen rövid 7502-es út, 2,6 kilométer után pedig a 7511-es út is, utóbbi dél-délnyugat felé. A folytatásban Kiskomárom településrészen halad, Árpád utca néven, majd 3,7 kilométer után nemcsak a házak közül lép ki, de Zalakomár területéről is.
Innen Balatonmagyaród közigazgatási területén halad, 6,9 kilométer után éri el annak lakott területeit, a községben végig Petőfi Sándor utca a neve. 9,2 kilométer után hagyja el a belterületet. 12,4 kilométer után végighalad azon a töltésen, amely elválasztja a Kis-Balaton Hídvégi-tavát és a Fenéki-tavat, majd 12,7 kilométer után keresztezi a Zala folyását és ugyanott átlép Zalavár területére.
Ezt követő szakaszán Balatonhídvég településrészen halad át, 16,4 kilométer után pedig eléri Zalavár Lebuj nevű településrészét, ahol a Bartók Béla utca nevet veszi fel. 16,6 kilométer után kiágazik belőle keletre a 7512-es út, nem sokkal ezután elhagyja a lakott területeket, a 18. kilométer után pedig Zalavár területéről is kilép.
Utolsó néhány kilométerét Sármellék közigazgatási területén teljesíti, ahol elhalad a sármelléki nemzetközi repülőtér mellett, majd 19,2 kilométer után Égenföld településrészen halad végig, Dózsa György utca néven. 20,2 kilométer után keresztezi a MÁV 26-os számú Balatonszentgyörgy–Tapolca–Ukk-vasútvonalának ide vezető leágazását, majd beér Sármellék központjába. A 76-os főútba beletorkollva ér véget, annak 14+650-es kilométerszelvénye táján.
Teljes hossza, az országos közutak térképes nyilvántartását szolgáló kira.gov.hu adatbázisa szerint 20,798 kilométer.

## Települések az út mentén
- Zalakomár
- Balatonmagyaród
- Zalavár
- Sármellék